# Hundsjön (Finnerödja socken, Västergötland)
Hundsjön är en sjö i Laxå kommun i Västergötland och ingår i Motala ströms huvudavrinningsområde. Sjöns area är 0,001 kvadratkilometer och den är belägen 150 meter över havet.